# Rivula leuconephra
Rivula leuconephra är en fjärilsart som beskrevs av George Francis Hampson 1926. Rivula leuconephra ingår i släktet Rivula och familjen nattflyn. Inga underarter finns listade.